# Ejal Ran
Ejal Ran (* 21. listopadu 1972, Kirjat Ono) je bývalý izraelský profesionální tenista. Během své kariéry na okruhu ATP World Tour vyhrál jeden turnaj ve čtyřhře. Profesionálně hrál v letech 1992 až 2005. V letech 1992 až 2000 byl členem izraelského daviscupového týmu a v roce 2005 se stal jeho kapitánem.
Na žebříčku ATP byl nejvýše ve dvouhře klasifikován v dubnu 1997 na 138. místě a ve čtyřhře pak v říjnu 1999 na 71. místě.

## Finálové účasti na turnajích ATP World Tour (4)
| Legenda (před/od 2009)                                          |
| Grand Slam (0–0)                                                |
| Tennis Masters Cup / ATP World Tour Finals (0–0)                |
| ATP Masters Series / ATP World Tour Masters 1000 (0–0)          |
| ATP International Series Gold / ATP World Tour 500 Series (0–0) |
| ATP International Series / ATP World Tour 250 Series (1–3)      |

### Čtyřhra – výhry (1)
| Č. | Datum         | Turnaj             | Povrch | Partner        | Soupeři ve finále        | Výsledek |
| 1. | 17. září 2000 | Bukurešť, Rumunsko | antuka | Alberto Martín | Devin Bowen Mariano Hood | 7-64 6-1 |

### Čtyřhra – prohry (3)
| Č. | Datum          | Turnaj                | Povrch | Partner       | Soupeři ve finále                | Výsledek    |
| 1. | 13. dubna 1997 | Čennaí, Indie         | tvrdý  | Oleg Ogorodov | Maheš Bhúpatí Leander Paes       | 6-7 5-7     |
| 2. | 14. září 1997  | Taškent, Uzbekistán   | tvrdý  | Hišám Arází   | Vincenzo Santopadre Vince Spadea | 4-6 7-6 0-6 |
| 3. | 8. srpna 1999  | Amsterdam, Nizozemsko | antuka | Devin Bowen   | Paul Haarhuis Sjeng Schalken     | 3-6 2-6     |